# Bourail
Bourail es una comuna de la Provincia Sur de Nueva Caledonia, un territorio de ultramar de Francia en el océano Pacífico.

## Historia
En 1868 fue fundada una base militar en la llanura fértil donde se ubica Bourail. En 1870 se construyó una fábrica de azúcar y una granja escuela donde los penados podían aprender los principios de la agricultura después del cumplimento de la pena. La comuna de Bourail fue fundada en 1886.

## Clima
| Parámetros climáticos promedio de Bourail (1981–2010) | Parámetros climáticos promedio de Bourail (1981–2010) | Parámetros climáticos promedio de Bourail (1981–2010) | Parámetros climáticos promedio de Bourail (1981–2010) | Parámetros climáticos promedio de Bourail (1981–2010) | Parámetros climáticos promedio de Bourail (1981–2010) | Parámetros climáticos promedio de Bourail (1981–2010) | Parámetros climáticos promedio de Bourail (1981–2010) | Parámetros climáticos promedio de Bourail (1981–2010) | Parámetros climáticos promedio de Bourail (1981–2010) | Parámetros climáticos promedio de Bourail (1981–2010) | Parámetros climáticos promedio de Bourail (1981–2010) | Parámetros climáticos promedio de Bourail (1981–2010) | Parámetros climáticos promedio de Bourail (1981–2010) |
| Mes                                                   | Ene.                                                  | Feb.                                                  | Mar.                                                  | Abr.                                                  | May.                                                  | Jun.                                                  | Jul.                                                  | Ago.                                                  | Sep.                                                  | Oct.                                                  | Nov.                                                  | Dic.                                                  | Anual                                                 |
| ----------------------------------------------------- | ----------------------------------------------------- | ----------------------------------------------------- | ----------------------------------------------------- | ----------------------------------------------------- | ----------------------------------------------------- | ----------------------------------------------------- | ----------------------------------------------------- | ----------------------------------------------------- | ----------------------------------------------------- | ----------------------------------------------------- | ----------------------------------------------------- | ----------------------------------------------------- | ----------------------------------------------------- |
| Temp. máx. abs. (°C)                                  | 37.9                                                  | 38.0                                                  | 36.4                                                  | 35.8                                                  | 34.0                                                  | 33.0                                                  | 30.9                                                  | 31.5                                                  | 34.2                                                  | 35.3                                                  | 37.1                                                  | 36.9                                                  | 38.0                                                  |
| Temp. máx. media (°C)                                 | 31.7                                                  | 31.8                                                  | 30.8                                                  | 29.6                                                  | 27.5                                                  | 25.8                                                  | 24.8                                                  | 25.2                                                  | 27.3                                                  | 29.0                                                  | 29.9                                                  | 31.2                                                  | 28.7                                                  |
| Temp. media (°C)                                      | 26.2                                                  | 26.6                                                  | 25.9                                                  | 24.2                                                  | 21.9                                                  | 20.4                                                  | 18.9                                                  | 19.1                                                  | 20.4                                                  | 22.1                                                  | 23.6                                                  | 25.4                                                  | 22.9                                                  |
| Temp. mín. media (°C)                                 | 20.7                                                  | 21.5                                                  | 21.0                                                  | 18.9                                                  | 16.4                                                  | 14.9                                                  | 13.0                                                  | 13.0                                                  | 13.5                                                  | 15.3                                                  | 17.4                                                  | 19.5                                                  | 17.1                                                  |
| Temp. mín. abs. (°C)                                  | 12.5                                                  | 12.4                                                  | 12.1                                                  | 9.9                                                   | 5.2                                                   | 2.3                                                   | 3.8                                                   | 2.5                                                   | 4.5                                                   | 4.0                                                   | 8.2                                                   | 9.1                                                   | 2.3                                                   |
| Precipitación total (mm)                              | 175.3                                                 | 179.7                                                 | 205.3                                                 | 104.3                                                 | 80.7                                                  | 90.4                                                  | 64.9                                                  | 64.4                                                  | 36.0                                                  | 46.0                                                  | 76.5                                                  | 117.1                                                 | 1240.6                                                |
| Días de precipitaciones (≥ 1 mm)                      | 11.1                                                  | 12.5                                                  | 12.9                                                  | 9.0                                                   | 7.5                                                   | 8.7                                                   | 7.2                                                   | 7.0                                                   | 4.4                                                   | 4.3                                                   | 7.7                                                   | 9.0                                                   | 101.3                                                 |
| Fuente: Météo-France                                  |                                                       |                                                       |                                                       |                                                       |                                                       |                                                       |                                                       |                                                       |                                                       |                                                       |                                                       |                                                       |                                                       |

## Arquitectura y cultura

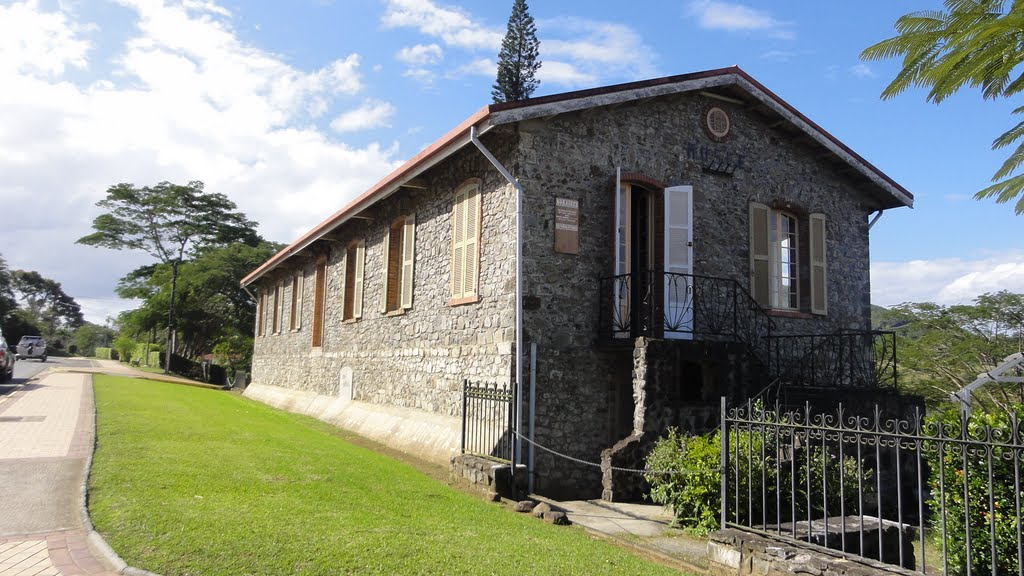
Museo

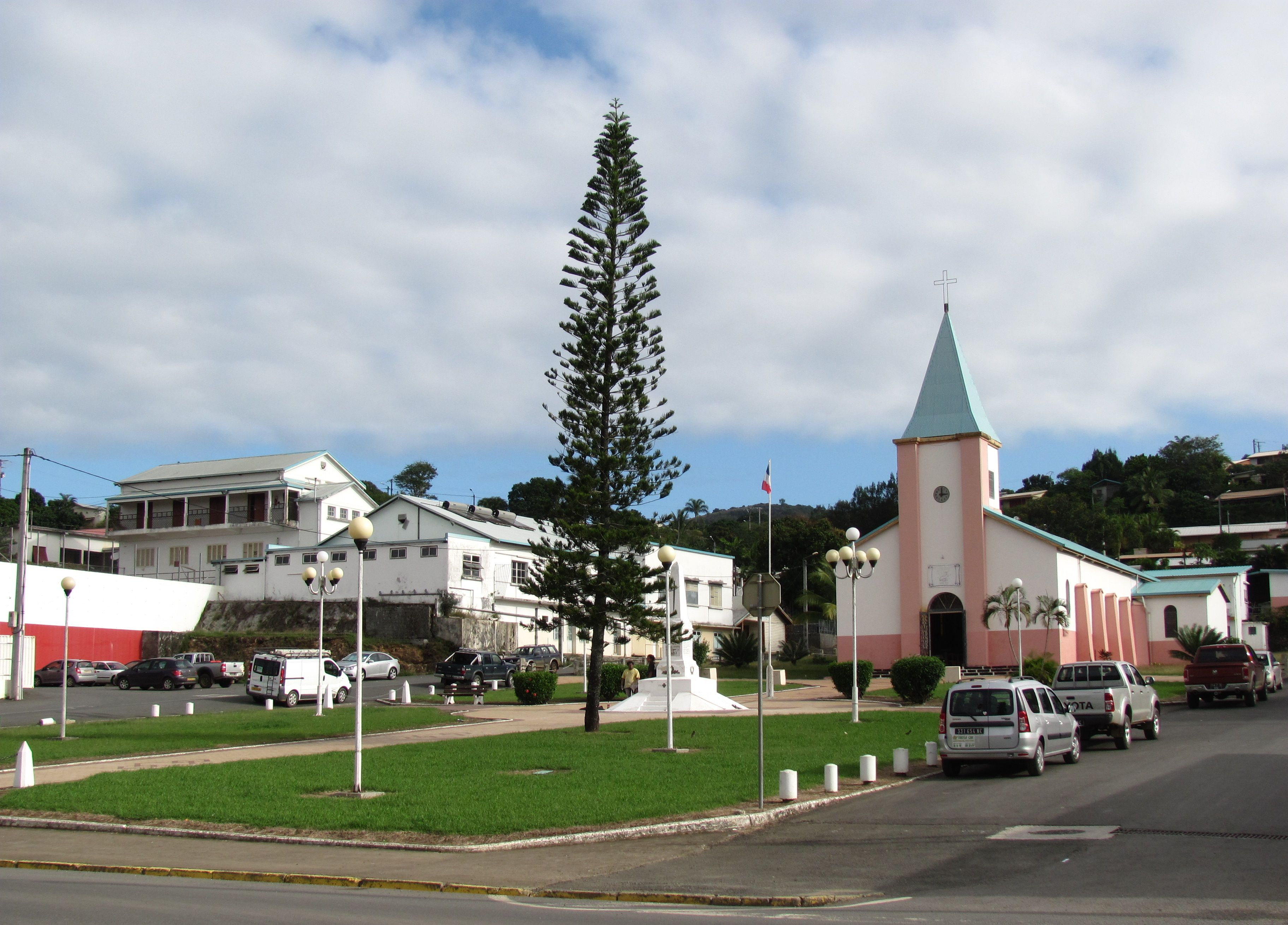
Plaza Mayor

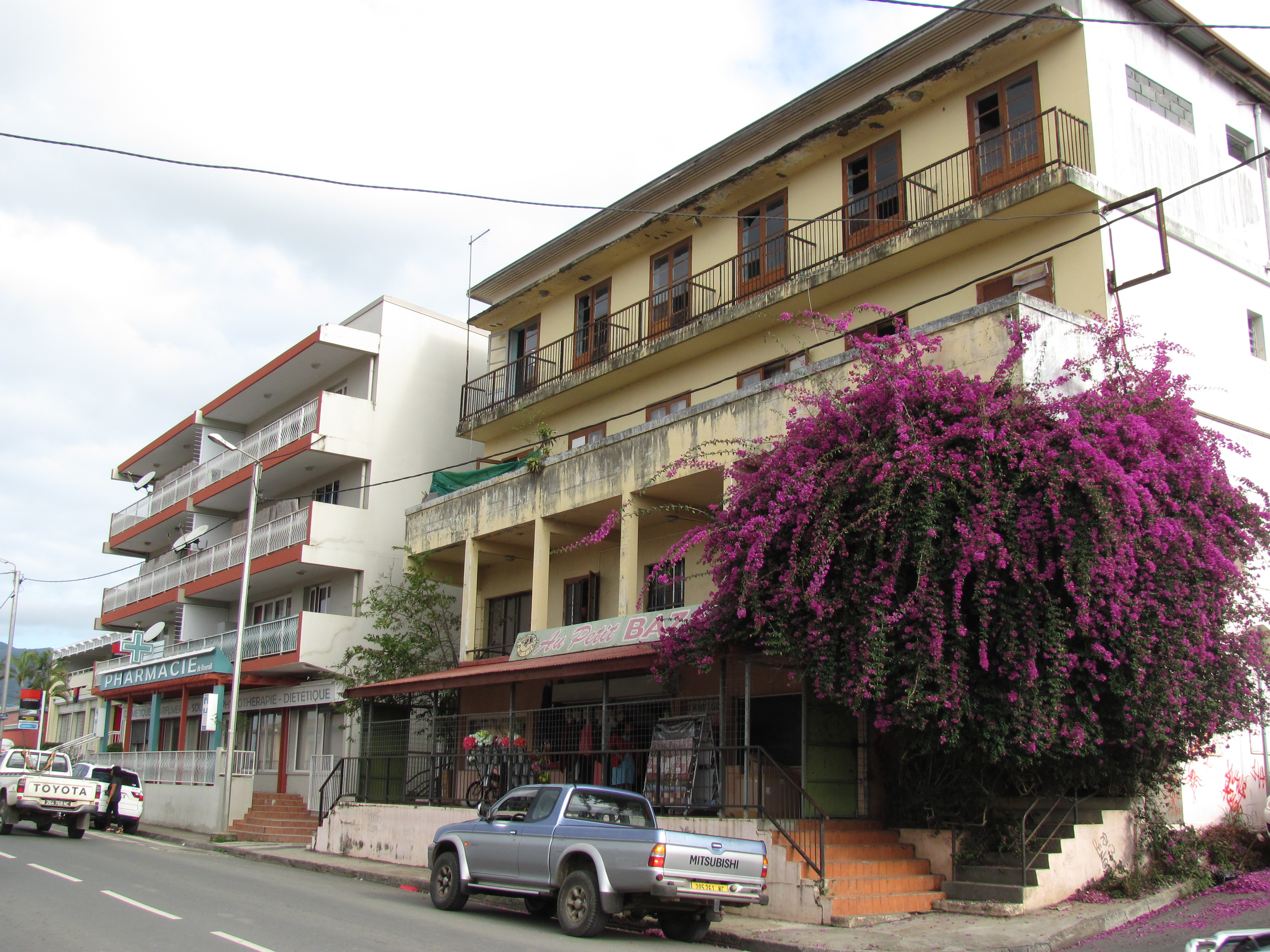
Calle principal

La ciudad de Bourail cuenta con un museo fundado en 1986 que se halla en un edificio construido en 1870. En la Plaza Mayor se puede visitar la iglesia construida en 1877.
La alcaldía se halla un edificio histórico construido a principios del siglo XX. Se encuentran algunas casas edificadas en un estilo colonial típico en la calle principal.

## Ciudades hermanas
- Waimate, Nueva Zelanda